# Satusaari (ö i Birkaland)
Satusaari är en ö i Finland. Den ligger i sjön Lahnajärvi och i kommunen Mänttä-Filpula i den ekonomiska regionen  Övre Birkalands ekonomiska region  och landskapet Birkaland, i den södra delen av landet, 200 km norr om huvudstaden Helsingfors. Öns area är 0,1 hektar och dess största längd är 40 meter i öst-västlig riktning.